# Pulau Mabul
Mabul (mal. Pulau Mabul) ist eine zu Malaysia gehörende Insel in der Celebessee. Sie liegt etwa 30 Kilometer südlich von Semporna und 80 Kilometer östlich von Tawau vor der Ostküste Borneos.

## Beschreibung
Die etwa 0,25 Quadratkilometer große Insel hat eine Länge von 0,8 Kilometer und eine Breite von 0,5 Kilometer. Die wegen der touristischen Nutzung nur noch schwach bewaldete Insel erhebt sich bis zu 8 Meter aus dem Meer. Im Uferbereich befinden sich Ansiedlungen der Bajau.
Pulau Mabul gehört zusammen mit den Inseln Pulau Kapalai, Pulau Danawan, Pulau Ligitan, Pulau Si Amil und Pulau Sipadan zur sogenannten „Ligitan-Gruppe“.

## Bevölkerung

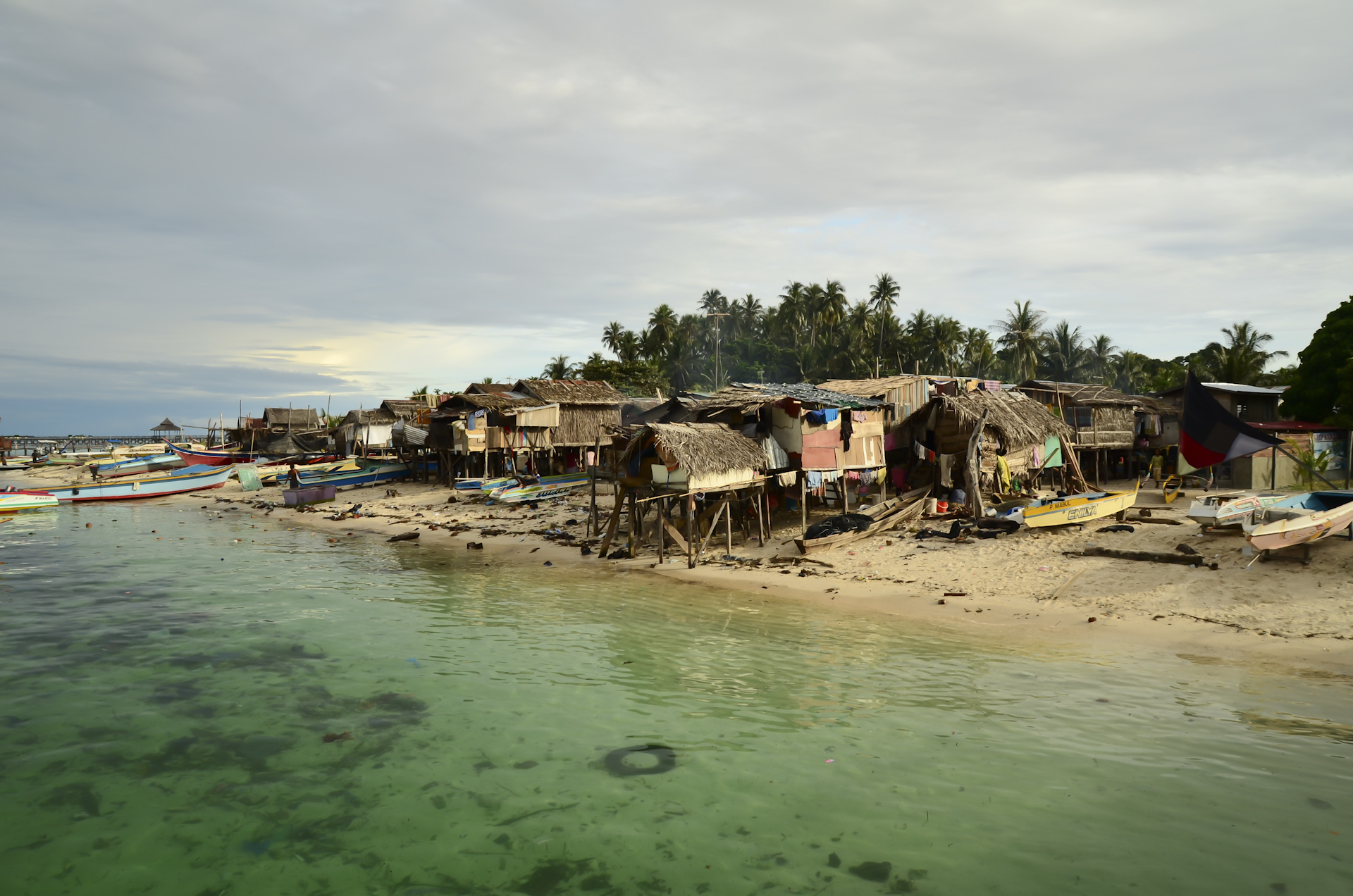
Seenomaden vor der Küste von Mabul

Es gibt zwei Dörfer auf der Insel – Kampung Mabul und Kampung Musu. Ein Großteil der Bewohner gehört den Ethnien der Bajau Laut und Suluk Muslim an und stammt aus relativ nahe gelegenen Inselgruppen der südlichen Philippinen.
An öffentlichen Einrichtungen befinden sich auf der Insel eine Moschee, ein Gemeinschaftshaus und eine Grundschule (Sekolah Kebangsaan Pulau Mabul). Im Jahr 2009 wurden an der Schule 148 Jungen und Mädchen unterrichtet. Das wichtigste Transportmittel ist das Boot.
Rund um die Insel leben auch sogenannte Seenomaden. Je nach Jahreszeit und Strömung liegen sie mit ihren Hausbooten unmittelbar vor der Küste im Osten oder Westen der Insel. Die Gruppe der Pala'u lebt ausschließlich auf Booten, wo sie geboren werden und auch sterben. Ihren Lebensunterhalt verdienen sie im Allgemeinen mit Betteln und dem Verkauf von selbstgefangenen Kleinfischen an ortsansässige Tauchbasen.
Die Haupteinnahmequelle der Dörfer sind Meeresprodukte wie Fisch und kleine handgefertigte Souvenirs für Touristen. Die traditionellen Fangmethoden werden als "Payau" und "Sangkaliya" bezeichnet. Die meisten Fischer auf Mabul fischen in der Nähe der philippinisch-malaysischen Grenze, wo es meist abgelegen und ruhig ist. Ein durchschnittlicher Angelausflug dauert 3–5 Tage und die Fische werden in Semporna verkauft.
In den 1970er Jahren gehörte Mabul einem Mann aus Menampilik, der die Insel nutzte, um Kokosnüsse zu pflanzen. 1992 hat das Sipadan Mabul Resort (SMART) ein Teil des Landes aufgekauft und für den Tourismus nutzbar gemacht.

## Unterwasserwelt und Tauchen

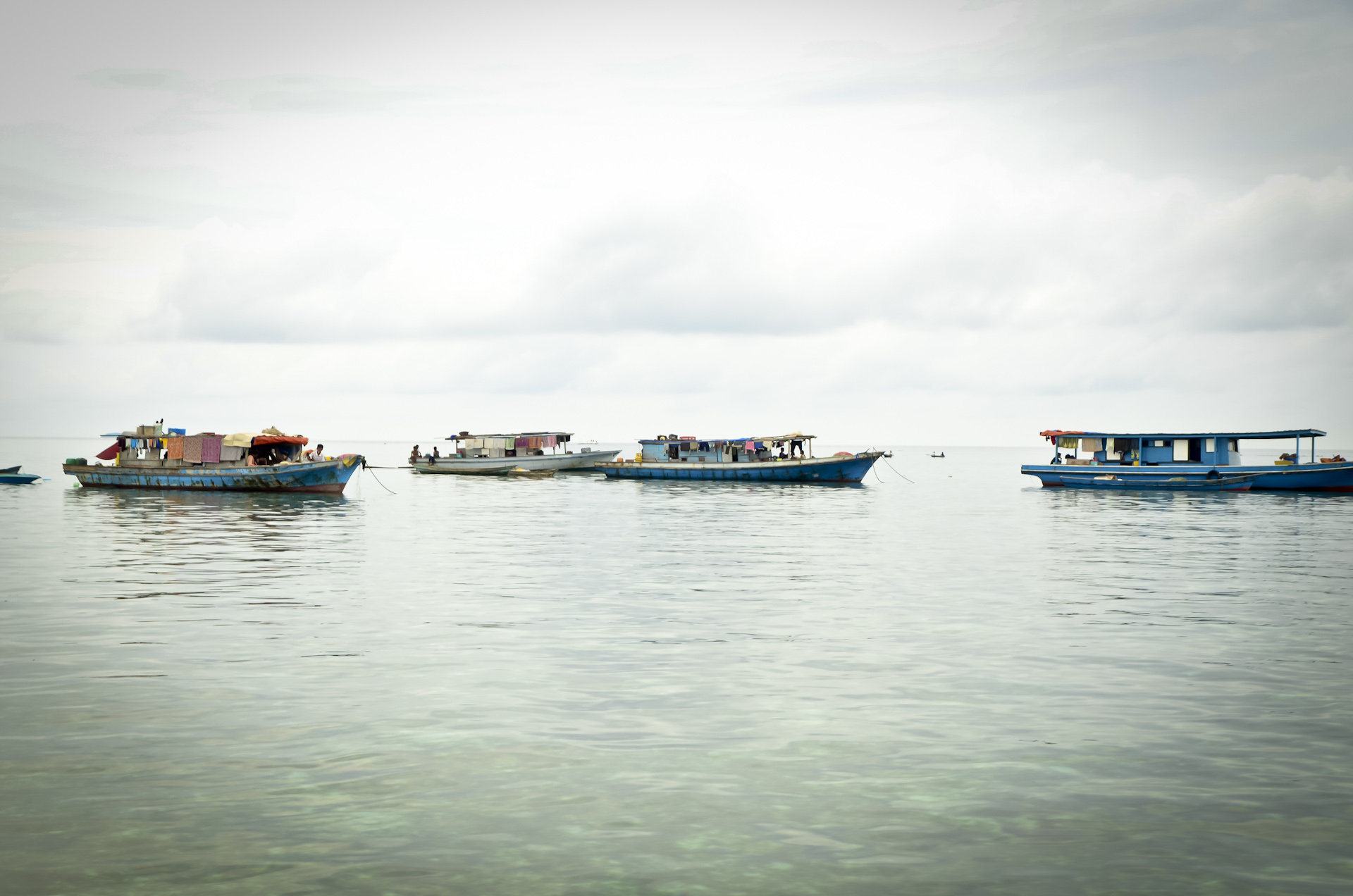
Seenomaden vor der Küste von Mabul

Pulau Mabul liegt am Rand einer Kontinentalplatte; der Meeresboden ist hier 25 bis 30 Meter tief. Die Unterwasserwelt um die Insel beherbergt eine Vielzahl von Kopffüßern wie etwa die Prachtsepias, Blaugeringelte Kraken, Mimik-Octopus oder den Bobtail-Tintenfisch. Zudem leben verschiedene Arten von Grundeln am Mabul-Riff, wie zum Beispiel die Stachelflossen-Grundel, die schwarze Segel-fin-Grundel und die Metallic-Garnelen-Grundel. Verbreitet sind Froschfische sowie die Familien der Skorpion- und Steinfische.
Es gibt mehrere Tauchresorts auf Mabul sowie die Möglichkeit auf einer umgebauten, etwa 500 Meter vom Strand entfernten Bohrinsel zu übernachten. Auch nehmen einige Familien Touristen als Gäste bei sich auf („Homestay“). Von Pulau Mabul aus kann ein Tagesausflug zu der nah gelegenen Insel Pulau Sipadan organisiert werden.
Mabul ist ein bekannter Platz für Makro-Unterwasserfotografie.